# Baldufa neutral
Una baldufa neutral (en anglès: Spinnig Top) és una espelma japonesa caracteritzada per un cos petit i una ombra superior i inferior més llargues en relació al cos. Pot ser blanca o negra en funció de l'obertura i el tancament, però el rang és tant mínim que el color no és d'especial significació. Per si sola té poca significació i s'acostuma a interpretar en conjunció amb la resta d'espelmes del context en què apareix.

## Criteri de reconeixement
1. El cos és molt petit
2. Les ombres superior i inferior són més llargues que el cos

## Explicació
El preus obren a la baixa i llavors pugen, per tancar prop del preu d'obertura, o viceversa.

## Factors importants
Per si sola té poca significació i evidencia l'equilibri de forces i la indecisió entre bulls i bears; segons el context, i en conjunció amb altres espelmes, pot formar part d'un patró de continuació de tendència, o de canvi d'aquesta.